# Гетто в Мстиже
Гетто в Мсти́же (осень 1941 — зима 1941) — еврейское гетто, место принудительного переселения евреев деревни Мстиж Борисовского района Минской области и близлежащих населённых пунктов в процессе преследования и уничтожения евреев во время оккупации территории Белоруссии войсками нацистской Германии в период Второй мировой войны.

## Оккупация Мстижа и создание гетто
Немецкие войска захватили деревню Мстиж в начале июля 1941 года, и оккупация продлилась до 30 июня 1944 года.
После оккупации евреям деревни запретили появляться без нарукавной повязки с изображением желтой шестиконечной звезды. В сентябре-октябре 1941 года немцы, реализуя нацистскую программу уничтожения евреев, организовали в местечке гетто — всех евреев выгнали из собственных домов и переселили на одну улицу, которую постоянно охраняли полицаи.

## Условия в гетто
Евреям не разрешалось общаться с соседями-белоруссами, которым также запрещали общение с евреями. За малейшее нарушение установленных нацистами запретов евреям полагался расстрел.
Полицаи могли безнаказанно грабить евреев, издеваться над ними и убивать их. Сохранилось свидетельство, когда один из полицаев вошёл в еврейский дом, где громко плакал грудной ребёнок, а молодая мать не могла его успокоить. Полицай разозлился на кричащего младенца, выхватил его из рук матери и убил, ударив головой о стенку.

## Уничтожение гетто
Осенью-зимой 1941 года в Мстиже были проведены несколько антиеврейских «акций» (таким эвфемизмом нацисты называли организованные ими массовые убийства). Мужчин-евреев заставили в лесу недалеко от деревни выкопать большую яму, куда привозили обречённых узников гетто, отнимали у них вещи и расстреливали. Часть мстижских евреев нацисты расстреляли вместе с евреями Зембинского гетто 18 августа 1941 года.
В конце декабря 1941 года в местечке Домжерицы около Бегомля немцы схватили группу спасшихся евреев из Мстижа — шесть женщин и семеро детей. После задержания их отправили в Борисов за 80 километров, где и убили. Сохранились имена погибших: Клионская Броха с детьми Олей, Эллой, Дорой, Диной и Хаей; Полякова Бася с детьми Сёмой и Гитой; Бененсон Фрума, Бененсон Песя, Бененсон Ёха, а также назвавшаяся жительницей Бегомля Гуревич Лея.

## Память
Всего в Мстиже были убиты более 100 евреев.
В 2007 году жертвам геноцида евреев в Мстиже был установлен мемориальный знак.